# Nilay Özdemir
Nilay Özdemir; z d. Benli (ur. 24 października 1985 w Izmirze) – turecka siatkarka grająca na pozycji rozgrywającej. Od sezonu 2019/2020 występuje w drużynie Galatasaray SK.

## Sukcesy klubowe
Puchar Challenge:
- 2008
- 2018

Liga Mistrzyń:
- 2011, 2015
- 2017

Mistrzostwo Turcji:
- 2011, 2012, 2014
- 2015, 2016

Klubowe Mistrzostwa Świata:
- 2015, 2016
- 2011
- 2012

Puchar CEV:
- 2014
- 2013, 2021

## Sukcesy reprezentacyjne
Grand Prix:
- 2012